# Julie Dzerowicz
Pour les articles homonymes, voir Dzerowicz.
Juliana Roma "Julie" Dzerowicz (/ˈdzɛrəwɪts/), née le 29 décembre 1979 à Toronto, est une femme politique canadienne. Membre du Parti libéral, elle représente la circonscription torontoise de Davenport à la Chambre des communes du Canada depuis 2015.

## Biographie

### Études
Dzerowicz est diplômée de l'Université McGill avec un baccalauréat en commerce. Elle effectué son dernier semestre à l'Institut Commercial de Nancy en France. Elle s'est impliquée par différentes positions de leadership au sein de McGill et a été vice-présidente interne de l'Association des étudiants de l'Université McGill. Elle a reçu le prix Scarlet Key, décerné à « des étudiants qui ont démontré des qualités indubitables de leadership, d'altruisme et de persévérance par leurs contributions exceptionnelles à la communauté de McGill ». Après avoir terminé une maîtrise en administration des affaires à l'Université de la Colombie-Britannique (UBC), où elle a siégé au Sénat de l'UBC, Dzerowicz a fini d'étudier pour son diplôme à la London Business School.

### Carrière professionnelle
En 2007, Dzerowicz a cofondé une organisation caritative environnementale appelée Project Neutral. Elle a également été membre du conseil d'administration fondateur de JUMP Math, un programme d'apprentissage du calcul à but non lucratif.
Avant son élection, Dzerowicz a travaillé comme directrice de la planification stratégique et des communications à la Banque de Montréal, en tant que membre du personnel politique principal de l'ancien ministre du cabinet provincial Gerry Phillips, en tant que vice-présidente du comité de la plateforme politique du Parti libéral de l'Ontario et en biotechnologie.

### Carrière politique
Après un long processus de nomination en 2015, Dzerowicz a réussi à obtenir la nomination du Parti libéral du Canada comme candidate libérale dans la circonscription de Davenport. En octobre 2015, elle est devenue la première femme députée de Davenport,.
En 2017, Dzerowicz a été moquée pour un post copié-collé sur la solidarité LGBTQ où elle a oublié d'ajouter le nom de sa circonscription.
En février 2021, Dzerowicz a présenté un projet de loi d'initiative parlementaire, le projet de loi C-273, à la Chambre des communes du Canada demandant au ministre des Finances d'élaborer une stratégie nationale pour un revenu de base garanti.
En juin 2021, Dzerowicz a invité les électeurs à lui poser des questions via le site Web de discussion Reddit. Au cours de la conversation en ligne, elle a été critiquée pour avoir déclaré à tort sur Twitter que la grève du port de Montréal de 2020 avait duré 2 ans et demi, et pour un autre tweet dans lequel The Hill Times a affirmé qu'elle se moquait d'un électeur qui a posé des questions sur la lutte juridique du gouvernement canadien avec les survivants du système des pensionnats du Canada. Les appels de Dzerowicz pour plus de financements pour le logement abordable et le revenu de base universel ont été mieux perçus. Dzerowicz n'a pas répondu aux questions sur les tarifs Internet de gros du Conseil de la radiodiffusion et des télécommunications canadiennes ou sur le changement de politique du gouvernement concernant l'abandon de la réforme électorale.
À la suite des élections fédérales canadiennes de 2021, Dzerowicz a été réélue pour représenter Davenport. Un recomptage a été demandé par la candidate néo-démocrate Alejandra Bravo. Dzerowicz a officiellement gagné par 76 voix.
En décembre 2021, Dzerowicz, en tant que présidente du caucus libéral de l'immigration, a répondu aux critiques de son propre parti concernant les retards dans le traitement des demandes d'immigration, déclarant que du travail devait être fait et s'engageant à des améliorations futures.

## Résultats électoraux
|       | Candidat        | Parti        | # de voix | % des voix |
|       | Carlos Oliveira | Conservateur | +05 233,  | 10,55 %    |
|       | Julie Dzerowicz | Libéral      | +21 947,  | 44,26 %    |
|       | (X) Andrew Cash | NPD          | +20 506,  | 41,36 %    |
|       | Dan Stein       | Vert         | +01 530,  | 3,09 %     |
|       | Miguel Figueroa | Communiste   | +00261,   | 0,53 %     |
|       | Chai Kalevar    | Indépendant  | +00107,   | 0,22 %     |
| Total | Total           | Total        | 49 584    | 100 %      |